# Бризура

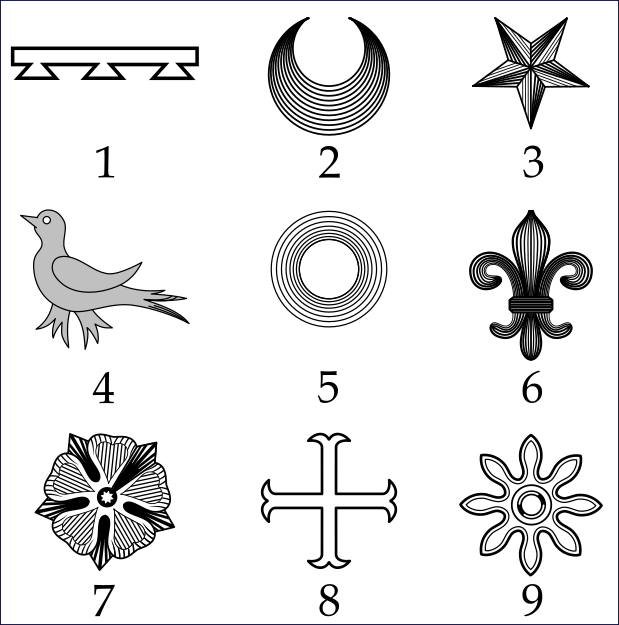
Набір із дев'яти символів, поширений в англійській геральдиці.

Бризура (фр. Brisure; англ. Cadency) — у західноєвропейській геральдиці особливий знак на гербі молодших поколінь (для розрізнення його носія від голови роду тощо). Законний первісток мав право використовувати герб свого попередника (батька або матері), в той час як його брати і сестри мусили модифікувати родинний герб, додаючи до нього знаки розрізнення — бризури. Модифіковані герби молодших гілок роду передавалися у спадок нащадкам, які так само, за винятком первістків, мусили змінювати їхній вигляд відповідно до старшинства в роді.

## Особливості
Особливості герба значною мірою залежали від національної приналежності власника. Наприклад, у Речі Посполитій один і той самий незмінний герб міг використовуватися цілим кланом, що складався з сімей, які не мали кровної спорідненості між собою. У Португалії кожен член сім'ї міг вибрати герб на власний розсуд — як з боку батька, так і матері. При цьому існувала система розпізнавальних знаків-маркерів (бризур), що позначають сторону успадкування.
Маркерами служать стандартні геральдичні фігури, які можуть використовуватися не тільки як маркери. Наприклад, у шотландській геральдиці для ідентифікації молодших гілок сім'ї активно використовується кольорова облямівка, зламані розділові лінії.
Бризури можуть навмисно порушувати правило тинктур для відрізнення їх від інших геральдичних фігур.

## Титло
Ламбель, або титло — найпоширеніший знак молодшого покоління, який вказує на старшого сина-спадкоємця за живого батька, діда або прадіда. Фігура, ймовірно походить від деталей кінської збруї — це мотузка зі стрічками-прапорцями (пойнтами). На самому ламбелі також могли бути додаткові символи. Спочатку кількість стрічок не несла особливого смислового навантаження, але з часів Едуарда Чорного Принца три стрічки ламбеля як правило ставлять на щиті спадкоємця за живого батька, п'ять стрічок — за живого діда, сім — за живого прадіда. Після того, як старший син ставав головою роду, ламбель могли забрати. Турнірний комір був звичайним доповненням в геральдиці Англії, Шотландії, Франції, Бельгії, Іспанії, Португалії, і в Італії. Протягом століть онуки британського монарха використовували ламбелі з п'ятьма стрічками, але сучасність внесла корективи. Так, принц Вільям має у своєму гербі тільки три стрічки, при цьому центральна прикрашена раковиною-гребінцем (ескалоп), узятим з герба його матері, принцеси Діани Спенсер.
Один з перших знаків ламбеля був висічений в камені на щиті англійського лицаря XIII століття Олександра Джіффарда в Бойтоні (Вілтшир, Англія). Турнірний комір з п'ятьма стрічками накладено на щит червленого поля з трьома срібними леопардовими левами, що крокують.
Титла також використовувалися в гербі французької королівської сім'ї для позначення молодших гілок монаршої родини. Срібні використовувалися Орлеанським домом, червоні — Бурбонським. Відгалуження роду вирізняли свої ламбелі невеликими геральдичними фігурами. Наприклад, графи Ангулемські прикрасили срібний ламбель Орлеанського дому трьома червоними півмісяцями.
- Герби спадкоємців престолу з бризурою (титлом)

Принц Астурійський (Іспанія)
Принц Бельгійський (Бельгія)
Принц Венеційський (Італія)
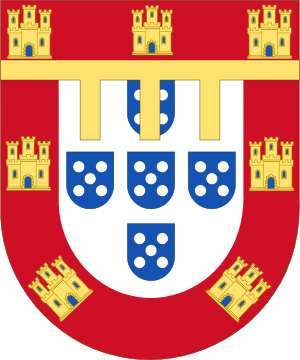
Принц Португальський (Португалія)
Принц Уельський (Велика Британія)

### Бризури молодших синів

Бризури в канадській геральдиці

Певного закону для застосування таких знаків не було, але коли їх використовували, то розміщували в центрі голови щита. В основу знаків були покладені символи з діалогів Карла Великого зі своїм духівником Алкуїном. Так в роду графів Булонських сонце позначало самого графа, півмісяць — другого сина, зірка — третього, птах — четвертого. Широкого застосування цей набір символів набув в англійській геральдиці:
- Другий син — символ лежачого півмісяця (кресчент). Став почесним геральдичним знаком з часів хрестових походів, особливо шанованим у французьких хрестоносців.
- Третій син — знак п'ятипроменевої зірки (муллет).
- Четвертий син — знак птаха-вісника (мартлет).
- П'ятий син — знак невеликого кільця (аннулет)
- Шостий син — знак геральдичної лілії (флер-де-лі)
- Сьомий син — знак троянди (розе)
- Восьмий син — знак хреста з роздвоєними і завитими кінцями, подібний на деталь млинарського механізму (крос муліне).
- Дев'ятий син — знак квітки з восьми пелюстками (октофоль).

## Знаки дочок
Дочки не рахувалися в геральдиці настільки ж значущими, як сини. Навіть якщо в сім'ї не було синів, то дочки не мали знаків розрізнення молодшого покоління, у кожної був лише герб у формі ромба. В даний час в Канаді використовуються нові відзнаки для жіночої лінії молодшого покоління (до дев'ятої дочки), які надаються власницям герба.